# Black Hat SEO
Black Hat SEO je praktika, která má za cíl navýšit hodnocení webové stránky u vyhledávačů pomocí zakázaných technik. Tyto techniky jsou jmenovány v pravidlech užívání vyhledávacích serverů a měl by se s nimi seznámit každý, kdo chce optimalizovat svůj nebo cizí web. Samotný název Black hat byl převzat z filmů a hlavně westernů, kde byly za black hat považování „bad guys“ a proti nim stáli white hats. V současnosti je mnohem více spojení black hat používáno pro počítačové hackery, programátory virů a ty, kteří používají neetické způsoby při práci s počítačem. Opakem Black hat SEO je White hat SEO - etičtější způsob provádění SEO vytvářením kvalitního obsahu a dobrého uživatelského prostředí.

## Používané techniky
- Article spinning – metoda na vytváření levného obsahu, který nebude vyhledávač považovat za duplicitní
- Automaticky generovaný text – některé weby dokáží vygenerovat text na základě vložení několika slovních spojení, často využívaný například u názvu zboží – web si například na různých eshopech ukradnou kusy textu, přidají k nim obrázek a pokusí se získat návštěvnost na různá long tail slovní spojení.
- Cloaking – skrývání textu je snaha předhodit vyhledávači něco jiného, než vidí regulérní návštěvník, toto chování vyhledávače penalizují[2]
- Doorway stránka – mezistupeň při přesměrování návštěvnosti, často se zde návštěvníci třídí a separují do skupin; roboti většinou vidí odlišný obsah
- Keyword stuffing – vkládání do textu nadměrné množství klíčových slov, text je většinou špatně čitelný a působí dojmem umělosti
- Scraper site – stránka vytvořená pomocí automatických metod, často se používají jako mezistupeň pro různá složitější odkazová schémata
- Skryté odkazy – používají se na přelévání link juice a posilování autority dalších webů; jsou často maskovány anebo přesunuty na místa, kde nejsou vidět
- Linkfarma – druh webu, který je složený z velkého množství stránek; převážně se jedná o statistická data, která místo do velké tabulky jsou rozdělena na malé stránky – cílem linkfarmy může být získávání návštěvníků z vyhledávačů
- Page Swapping – technika postavená na principu získání dobré pozice ve vyhledávači a následné rychlé výměně obsahu. Dnes již není příliš efektivní.
- Cílené skrývání obsahu – přidávání odkazů, které nejsou rozlišeny od obecného textu, přidávání textu ve stejné barvě jako je pozadí nebo umisťování textu mimo viditelnou část stránky
- Zneužití strukturovaných dat - tato technika zahrnuje poskytování nepřesných informací ve strukturovaných datech s cílem oklamat vyhledávače a uživatele.

## Výhody
- Nízké náklady. Jedinou investicí je software na generování stránek, analýza klíčových slov a hosting; náklady na údržbu a provoz jsou také velmi nízké.
- Velmi dobré pokrytí long tailu hledaných frází, srovnatelné snad jen s PPC reklamou.
- S přihlédnutím k nízkým nákladům obvykle pozitivní návratnost.
- Univerzálnost a škálovatelnost – v podstatně jde aplikovat na jakékoli téma a v jakémkoli rozsahu.

## Nevýhody
- V důsledku zdokonalování ochranných mechanismů vyhledávačů proti SEO spamu může zvolená metoda přestat fungovat. Obecně je životnost metody předem neodhadnutelná a může činit třeba jen pár týdnů.
- Jestliže administrátor některého vyhledávače síť doorway stránek odhalí (nebo ji některý konkurent vyhledávači nahlásí), budou pravděpodobně všechny zapojené stránky z výsledků vyhledávání na dlouho dobu vyřazeny. V závislosti na době fungování sítě mohou škody způsobené vyřazením převýšit získané přínosy. [3]
- Veřejnost může používání těchto metod považovat za neetické. Případná medializace odhalení sítě proto může poškodit jméno společnosti, která ji vytvořila nebo v jejíž prospěch byla vytvořena.
- Obchodní efekt ze získané návštěvnosti nebude nejlepší, protože příliš mnoho různých dotazů směřuje na jedinou, z principu většinou nepříliš relevantní stránku. [4]

Porovnají-li se výhody a nevýhody, obvykle se dojde k závěru, že podobné black-hat metody mohou být vhodné pro krátkodobé projekty bez ambicí vybudovat dlouhodobě prosperující podnik. Typicky se tedy využívají ve spojení s různými affiliate programy, často na okraji seriozního podnikání (hazard, erotika, potravinové doplňky, MLM apod.). Naopak se zpravidla nehodí pro větší a známější firmy, budování značky, dlouhodobé podnikání citlivé na důvěryhodnost firmy apod. 